# 윤미향
윤미향(尹美香, 1964년 10월 23일~)은 대한민국의 전 국회의원이자 시민활동가이다. 더불어민주당 소속이었으나 위안부 할머니 학대 및 기부금 횡령 혐의로 출당조치되고, 현재 2심에서도 유죄판결이 선고되어 대법원의 상고심이 진행 중이다. 
1992년 이후 한국정신대문제대책협의회 상임대표, 일본군성노예제 문제해결을 위한 정의기억연대의 이사장에 재임했다. 2020년 4월 15일 21대 총선에서 더불어시민당의 비례대표 국회의원에 당선 되었다. 2020년 당선 이후, 위안부 피해자이자 정대협 공동대표였던 이용수 할머니로부터 문제제기를 당하여 위안부 할머니 학대 및 기부금 횡령 사건이 수면 위로 드러났다. 이후 제1심 판결에서 공금횡령 사실이 인정되어 벌금 1500만 원을 선고받았으나 항소했다. 그러나 2심에서는 국가보조금 편취 사실도 유죄로 인정되어 징역 1년 6개월, 집행유예 3년으로 오히려 형량이 늘어났다. 위 판결이 확정될 경우 국회의원직을 상실하나, 재판절차가 4년 가까이 지연된 탓에 이미 임기종료를 앞두고 있다.

## 생애
한신대학교 신학과를 나온 후 이화여자대학교 대학원 기독교학과를 석사 수료했으며 사회복지대학원에서 석사 학위를 받았다. 1989년 한국기독교장로회 간사가 되고, 1992년부터 한국정신대문제대책협의회(약칭 정대협) 간사, 사무국장, 사무총장 등을 역임했고 2008년부터 상임대표를 맡았다.
1998년 한 위안부 피해자로부터 횡령 혐의로 검찰에 고소당했던 적이 있었고 이 사건으로 인한 "배신감과 우울증으로 정대협을 4년간 떠났다"는 것이 윤미향 옹호자들의 관점이다. 그 피해자는 윤미향에 대해 "우리 이름을 팔아서 번 돈으로 용산역 앞에 3층짜리 빌딩을 사뒀다"고 주장했고 그 고소장에 서명한 위안부 피해자는 8명이었다고 한다.
2013년 3월, 통일운동가 문익환 목사의 삶을 기려 민족화해와 통일에 이바지한 인물에게 수여하는 '늦봄 통일상' 18회 수상자로 선정됐다. '늦봄 통일상' 심사위원회(위원장 양길승)는 수상자 선정과 관련하여 "2011년 1000회째를 쉬지 않고 이어온 수요시위를 통해 일본군 위안부 강제 동원 문제를 국제적 이슈로 만들어 냈고 꾸준한 남북연대 사업을 전개해 민족화해에 기여한 점을 높이 평가했다"라고 밝혔다.
1991년 김학순 할머니의 첫 위안부 피해 증언이 나온 뒤 30년 동안 윤미향은 척박한 위안부 문제 운동을 이끌면서 “나도 위안부였다”는 신고전화가 들어오면 두메산골이라도 찾아가 증언을 녹음하고, 단체의 열악한 살림을 메꾸려 자신이 받은 강연료까지 털어가며 운영하면서 정대협을 1인 체제로 운영하며 정보를 공유하지 않고 믿을 수 있는 사람과 직접 관계하여 소통 부족 논란이 있었으며 이에 대해 정의연 내부 사정을 잘 아는 한 관계자는 “윤미향 대표의 1인체제는 20년 넘게 지속됐다. 다른 이들을 잘 신뢰하지 않고 정보를 공유하지 않는다. 자원봉사자들도 보안각서를 쓴 적도 있다. 그러니 실무자들이 내용을 잘 몰랐을 것이다”라고 전했다. 또 일부에선 윤미향의 남편 김삼석 <수원시민신문> 대표가 과거 보수 정권에서 공안당국의 감시에 시달린 탓에 윤미향이 극도의 보안의식을 갖게 됐다는 분석도 있다.
결국 "위안부 할머니 이름으로 기부받은 돈을 할머니를 위해 사용하지 않는다"며 정대협 정의기억연대 해체를 말한 위안부 피해자이자 국제적 여성인권운동가인 전 정대협 공동대표 이용수 할머니의 주장으로 인해 단체 운영에 있어 도덕성에 타격을 받았다.
2023년 서울고등법원은 윤미향이 1) 정의기억연대가 모집한 기부금 약 9천만 원을 횡령하여 개인적인 용도로 사용했고, 2) 위안부 피해자인 김복동 할머니의 장례비 명목으로 약 1억 3천만 원을 모금하여 개인 용도로 빼돌려 썼으며, 3) 인건비를 지출할 계획이 없음에도 '위안부 피해자 치료사업', '위안부 피해자 보호시설 운영비 지원사업' 명목으로 여성가족부에 허위의 인건비 보조금 신청을 하여 국고보조금을 편취한 점에 대해 유죄를 인정하고, 다만 시민운동에 기여한 경력을 참작하여 징역 1년 6개월에 집행유예 3년을 선고했다.

## 논란
- 2023년, 항소심 재판부는 윤미향의 후원금 횡령 액수를 1심 1천718만원보다 대폭 늘어난 7천958만원으로 인정했다. 이는 검찰이 주장한 1억 35만 원의 횡령이 거의 전부 입증된 결과이다. 
  - 검찰이 기소한 윤미향의 혐의는 가장 오래된 것이 2011년이다. 이는 서울서부검찰청 2020. 9. 14. 보도자료에 적시되어 있다. 그보다 오래된 것은 공소시효가 만료되었기 때문에 기소할 수 없다.
  - 은행이나 카드회사 등 금융기관들은 법률에 따라 최소 10년 이상 이체와 결제내역을 보존한다. 윤미향이 기소된 것이 2020년이므로 적어도 2011년 이후의 기록은 모두 전산상 보존되어 있었다.
- 서울고등법원은 위안부 피해자인 김복동 할머니 조의금 명목으로 윤 의원 개인 계좌로 1억2천967만원을 모금해 관련 없는 용도로 사용한 혐의도 1심과 달리 유죄로 인정하였다. 이는 검찰이 주장한 액수 전액이 인정된 경우다. 
  - 윤미향은 관할관청에 등록하지 않고 개인계좌로 2019년 김복동 할머니의 장례비 명목으로 기부금 약 1억 3000만 원을 모아들였고, 이렇게 개인계좌로 모금한 돈을 개인적인 용도로 소비하였다고 한다. 2019년이면 금융기관에 이체와 결제내역이 모두 보존되어 있는 시기임은 물론, 이미 정의기억연대가 상당히 큰 시민단체로 성장해 있었고 회원 중에 변호사 등의 전문인력도 있었을 때이므로, 너무 오래되어 지출을 증빙하지 못했다거나 법을 잘 몰라서 그랬다는 식의 변명은 어불성설이다.
- 서울고등법원은 인건비를 허위로 계산해 여성가족부에서 6천520만원의 국고보조금을 편취한 혐의도 1심과 달리 유죄로 인정했다. 이는 검찰이 주장한 액수 전액이 인정된 경우다. 
  - 윤미향은 정의기억연대(정의연) 직원들과 공모하여, 2014년부터 2020년까지 여성가족부의 '위안부 피해자 치료사업', '위안부 피해자 보호시설 운영비 지원 사업'과 관련하여, 사실은 인건비 보조금을 받아도 인건비가 아닌 일반 운영비 등 다른 용도로 사용할 것임에도 거짓으로 인건비 보조금 신청을 하여 총 7개 사업 합계 6,520만 원을 지급받는 방식으로 국고보조금을 편취하였다고 한다.
- 딸이 "피아니스트가 되고 싶다"고 해서 전액 장학금을 주는 UCLA대학에서 진학했으나 "외국인에게 전액 장학금을 주지 않는다"는 사실이 드러나자 남편의 징역4년 판결에 대한 재심사건에서 2017년 5월 일부 무죄가 인정되어 징역2년 집행유예3년 판결받아 형사보상과 국가 상대로 손해배상청구소송을 진행하여 남편 1억9000만 원, 윤미향과 딸이 8900만 원으로 총 2억7900만 원을 딸의 유학비에 사용했으며 딸이 미국 캘리포니아주에 있는 2년 6학기제 음악대학원에서 1학기에 약 1만 달러가량의 학비와 생활비를 사용, 총 유학 비용은 8만5000달러(약 1억395만 원) 가량이라 하면서 전액 장학금은 시카고 음악대학원이라고 소명했다.[10]
- 주택 등기부등본에 의하면 1995년 1월 수원 소재 한 빌라를 구입한 이후 1999년 10월 A아파트를 구입하여 1가구 2주택을 유지하다 2002년 2월 빌라를 매각하고, A아파트를 유지한 채 2012년 4월 경매를 통해 B아파트를 2억2600만 원에 낙찰받고 이후 2013년 1월 A아파트를 1억8950만 원에 매각했다. 두 차례 부동산 매매 과정에서 대출을 받지 않은 것으로 드러나자 윤미향 측은 "본인이 30여년간 일하면서 모은 예금과 적금을 깨서 지급을 하고 모자란 금액을 가족한테 빌린 것"이라고 해명했으나 앞서 CBS 라디오 인터뷰에서 "이 아파트를 사기 위해서 살던 아파트를 팔았다"고 밝힌 것과 다르다.[11]
- 2014년 4월 베트남전 한국군 민간인 학살 책임사업인 '우물 파주기' 프로젝트 기부금을 모집한다면서 자신의 페이스북 계정에 본인 명의 계좌를 공개하여 총 1757만 원의 기부금이 모였지만, 1200만원을 베트남 측에 전달하고 차액의 사용처를 밝히지 않았다는 의혹도 제기됐다.[출처 필요]
- 2020년, 정의기억연대 시설에 입소한 3명을 제외한 다른 대부분의 위안부 생존자들에 대한 윤미향의 시각을 보여주는 일화가 2개 소개되었다. 정대협 공동대표를 역임한 1928년생 이용수가 윤미향측 주최행사에 주요인사로 기부금을 모은 후 허기를 느끼고 같이 밥 사먹자는 요청을 했을 때 윤미향으로부터 "돈이 없다"며 거절을 당한 적 있다고 밝혔다. 그런데 정작 윤미향 본인이 참여한 2020년 3월 4일[12] 제 1429차 온라인 수요시위는 첫 1분간 녹화가 소녀상 길 건너편 카페 내부에서 이루어졌다. 또 이용수가 제1차 기자회견 이후 혼자 머물던 호텔 객실정보를 윤미향이 모종의 밝혀지지 않은 방법으로 입수하고 불시에 기자, 교수 등 여러 명을 대동하고 불시에 방문하여 "눈물어린 용서와 포옹으로 오해 해소"테마의 경향신문 단독보도를 내보냈으나, 이용수는 윤미향 일행의 느닷없는 호텔 객실 방문을 혼자 대하고 심한 위압감을 느꼈으며 윤미향을 용서한 적 없다고 강경하게 항의했다.[13] 윤미향 일행의 불시의 방문 당시 이용수는 자신의 비공식적 수양딸로 알려진 대구 소재 친 민주당 성향 시민단체 소속 여성에게 급히 전화를 걸어 이 사실을 알리고 서둘러 호텔로 와달라고 부탁했으며, 이 여성은 자신이 급히 호텔에 도착했을 때 객실 문 앞에서 윤미향의 일행에게 제지당해 큰 소리로 항의해야 했으며 마침내 객실 문이 열렸을 때 이용수가 손을 떨고 있는 모습을 목격했다고 밝혔다. 이용수를 포함한 위안부 피해자들은 옛날 강제로 신체를 구속당한 경험 탓에 일반적인 상황도 큰 부담을 느끼는 일화가 널리 알려져 있다.[출처 필요]

### 준사기 등
서울서부지검 형사4부(최지석 부장검사)는 9월 14일 보조금 관리에 관한 법률 위반·사기·지방재정법 위반·기부금품의 모집 및 사용에 관한 법률(기부금품법) 위반·업무상횡령·배임 등 총 8개 혐의로 불구속 기소했다.

### 생일 파티
코로나19에 따른 사회적 거리두기가 한창이던 2020년 12월 7일 자신의 인스타그램에 다수가 마스크를 하지 않은채 와인을 마시는 사진을 올려 논란이 있자 "길윤옥 할머니 생일을 맞아 할머니에 대한 안타까움과 그리움을 나눈다는 것이 사료깊지 못한 행동이 됐다"고 사죄했지만,  당사자인 할머니 없는 생일파티에 의문이 제기되었고 엠팍에서 "포털사이트 프로필에 올라온 10월 23일이 음력이라는 가정 하에 2020년 12월 7일은 금년 윤미향의 생일이다"라는 사실이 공개되어 논란이 확산되었고 정의기억연대 마포쉼터를 떠나 인천의 목사인 양아들 집으로 거처를 옮긴 길 할머니 측이 "연락받은 일이 없다"고 했다. 이에 소속된 당에서 "엄중 경고"를 받았으나 후원금 횡령 의혹을 감쌌던 지지자들의 비판은 계속되었다.

## 학력
- 1983년~1987년: 한신대학교 신학과 학사
- 1987년~1989년: 이화여자대학교 대학원 기독교학 석사과정 수료
- 2005년~2007년: 이화여자대학교 사회복지대학원 사회복지학 석사

## 경력
- 1989년 1월: 한국기독교장로회 간사
- ~1991년 11월: 여신도회 전국연합회 간사
- 1992년 1월: 한국정신대문제대책협의회 간사
- ~1997년 12월: 한국정신대문제대책협의회 사무국장
- 1997년 12월~1999년 8월: 한국여성재단 사무처장
- 2002년 2월~2005년 1월: 한국정신대문제대책협의회 사무총장
- 2005년 2월~2020년: 한국정신대문제대책협의회 상임대표
- 2012년 5월~2014년: 전쟁과여성인권박물관 관장
- 2016년~2018년: 일본군성노예제 문제해결을 위한 정의기억재단 상임이사
- 2018년~2020년: 일본군성노예제 문제해결을 위한 정의기억연대 이사장
- 2019년~2019년: 3.1운동 및 대한민국임시정부수립 100주년 기념사업추진위원회 미래희망 분과위원회 위원

### 의정 활동
- 2020.05~2024.05: 제21대 국회의원 (비례대표, 더불어민주당→무소속)
  - 2020.06~2022.05: 제21대 국회 전반기 환경노동위원회 위원
  - 2022.07~2024.05: 제21대 국회 후반기 농림축산식품해양수산위원회 위원

## 상훈
- 2007년 제3회 이우정평화상[16]
- 2012년 제9회 서울특별시여성상 대상[17]
- 2013년 제18회 늦봄 통일상[18], 제20회 한신상[19]
- 2015년 제9회 의암주논개상[20]

## 어록
- 첫 재판이 열린 날(2021년 8월 11일)
  - 지난 30년 동안 활동가로서 부끄러움 없이 살아왔다.
- 징역형을 선고받고 나서(2023년 9월 20일) 
  - 상고를 통해 무죄를 입증하겠다.
- 인터뷰 내용 중에서(2013년 8월 26일)[8]
  - 1992년 1월 8일 첫 수요시위에 위안부 할머니들은 몇 명 참석했나?: 처음에는 여성 단체 활동가들만 집회에 참석했다. 위안부 할머니 한 분이 처음 공개석상에 선 것은 그해 8월 14일이었다. 이 분이 고(故) 김학순 할머니였다. 그 순간을 떠올리면 처음 문을 연다는 것이 얼마나 중요한지 전율을 느낀다. 어려운 요청이었는데 이 분은 선뜻 공개 증언을 받아들였다. '당한 것만 해도 치가 떨리는데 일본 정부가 그런 사실 자체가 없었다고 발뺌하는 게 너무 기막혀서 그랬다'고 말했다. 그동안 숨겨졌고 은폐됐던 위안부 문제가 세상 바깥으로 나오게 된 것이다. 그래서 이 날을 '위안부 기림일'로 정했다.
  - 초기에 위안부 할머니의 소재를 어떻게 파악했나?: 우리가 위안부 할머니 접수를 받겠다고 알렸을 때 누구도 자신이 피해자라고 신고하진 않았다. '내가 아는 사람 중에 그런 사람이 있다'는 식으로 운을 뗐다. 주위에서 알까 봐 몸을 사렸다. 처음에 우리는 다섯 분의 할머니를 각각 만났다. 이 분들은 자기만 혼자 살아남아 있는 줄로 알고 있었다. 당시까지 위안부 생존자가 매스컴에 나온 적이 없었기 때문이다.
  - 삶에서 중시하는 가치라는 게 있다. 가정을 뒷전에 두고 위안부 할머니를 위해 헌신하는 당신의 심리 기저에는 무엇이 있는가? 공명심인가?: …신앙 같은 것이다. 중학교 때부터 내 꿈은 목회자였다. 한신대 신학과를 나와 이화여대 대학원(기독교교육)에 다니면서 교회여성단체에서 일했다. 당시 언론에 보도된 '기생관광' 실태를 접한 뒤 현장에 데모를 나가면서 '정대협' 간사직을 맡게 됐다. 비록 목회자의 길로는 못 갔지만, 그런 마음으로 일했던 것 같다.
  - 남편은 대학 시절 함께 '운동'을 했던 사이였나?: 아니다. '수요집회'를 시작할 때 남자 참가자들이 없었다. 당시 일본 군부가 위안부에게 나눠줬던 콘돔인 '돌격 1번(突擊 一番)' 사진이 보도된 적이 있었다. 어느 날 한 젊은 남자가 그 사진을 보고 찾아왔다며 도와줄 게 없느냐고 물었다. 남편은 지금은 해체된 '반핵평화운동연합'에서 일하고 있었다. 그이는 '수요집회'에서 나와 교대로 메가폰을 잡았다. 할머니들이 '둘이 결혼하면 좋겠구먼' 하며 바람을 잡았다. 할머니들이 중매를 선 셈이다. 일년 만에 결혼했으니까. 지금은 경기도 수원에서 지역신문사를 하고 있다.
  - 일본의 한 각료는 "미국도 전쟁에서 현지 여성에 대한 매춘과 강간이 있었고, 한국도 베트남전에서 그랬다. 뭐 다를 게 있느냐"고 말한 적 있다.: 어느 전쟁에서도 군인 개인 혹은 집단에 의해 성범죄가 자행돼 왔다. 미국이나 우리도 이런 비판을 피할 수 없다. 하지만 국가 차원에서 '군인 위안용'을 내세워 조직적으로 성범죄를 저지른 나라는 일본밖에 없었다.
  - 과거에 있었던 일을 부인하는 일본을 어떻게 상대해야 할까?: 작년에 일본의 한 극우단체 회원이 '전쟁과 여성인권 박물관' 앞 하수구에 막대기를 하나 끼워놓고 갔다. 박물관에 들어오지도 못하고 하수구라니, 얼마나 비굴한 일본의 모습인가. 매스컴에서는 이를 '말뚝 테러'라고 보도했다. 하지만 김복동 할머니가 '작대기를 꽂은 놈아, 고맙다. 세상 사람들은 우리 박물관이 어디 있는 줄 몰랐을 텐데, 네 놈 때문에 잘 알려졌다'고 말했다. 일본을 상대하는 데는 이런 여유가 필요하다. 아베는 갈 데까지 갔다. 일본 정부의 본심을 세상에 다 보여줬다. 그러면서 미국을 비롯한 국제사회의 눈치를 보고 있다. 이 시점에서 우리가 감정적으로 대응하는 것은 일본이 원하는 바다. 일본 정부는 우리를 자극해서 갈등과 분쟁을 만들고 싶어한다. 이를 빌미로 자신의 국민을 뭉치게 하려는 것이다. 일본이 자극할 때 우리가 응수하지 않으면 사그라든다. 근본을 해결해야 한다. 과거 진상 조사와 자료 구축을 하고, 국제사회와 연대를 해야 한다. 미국과 유럽의 학교에서는 '홀로코스트(제2차 세계 대전에서 일어난 유대인 대학살)'에 대해 가르친다. '홀로코스트'가 있던 시기에 '일본군 위안부 참상'도 있었다는 걸 교과서에 포함시키도록 해야 한다. 일본 정부를 부끄럽게 만드는 게 해답이다. 시간은 우리 편이다. 결국 일본은 위안부 문제에 사과하게 될 것이다.
- 이용수 할머니로부터 촉발된 정의연 및 정대협 관련 논란에 대하여
  - (30년 전) 이(용수) 할머니 첫 전화는 '내가 아니고 내 친구가…'였다.[21]
  - 6개월간 가족과 지인들의 숨소리까지 탈탈 털린 조국 전 법무장관이 생각난다.[22]
  - 외교부와 피해자 할머니들 간 접촉을 막았다는 의혹에 대해: "음해이자 가짜뉴스이다."
  - 2020년 6월 8일 기자들을 향해, "내가 죽는 모습을 찍으려고 기다리는 것이냐"

## 강의
- 제주대학교에서의 강의(2012년 3월 14일 수요일 14시)
  - 일본군 성노예할머니 인권회복문제1
  - 일본군 성노예할머니 인권회복문제2
  - 일본군 성노예할머니 인권회복문제3
  - 일본군 성노예할머니 인권회복문제4
  - 일본군 성노예할머니 인권회복문제5
  - 일본군 성노예할머니 인권회복문제6

## 저서
- 《20년간의 수요일》. 웅진주니어. 2010년. ISBN 9788901114910
- 《25년간의 수요일》. 웅진주니어. 2015년

## 칼럼
- '위안부' 피해자에서 인권운동가로, 김복동 할머니의 20년. 민중의소리. 2012년 11월 7일.

## 역대 선거 결과
| 실시년도 | 선거   | 대수 | 직책     | 선거구   | 정당         | 득표수      | 득표율          | 순위         | 당락 | 비고 |
| -------- | ------ | ---- | -------- | -------- | ------------ | ----------- | --------------- | ------------ | ---- | ---- |
| 2020년   | 총선   | 21대 | 국회의원 | 비례대표 | 더불어시민당 | 9,307,112표 | \| \| 33.35% \| | 비례대표 7번 |      | 초선 |
|          | 33.35% |      |          |          |              |             |                 |              |      |      |

## 소속 정당
| 소속 정당 | 소속 정당    | 소속 기간 | 비고      |
| --------- | ------------ | --------- | --------- |
|           | 더불어시민당 | 2020      | 정계 입문 |
|           | 더불어민주당 | 2020~2021 | 합당      |
|           | 무소속       | 2021~현재 | 제명      |

## 같이 보기
- 대한민국 제21대 국회의원 선거 더불어시민당 후보 목록#비례대표

- 위안부